# Панин, Алексей Валерьевич
Алексей Валерьевич Панин (Пустой шаблон {{ВД-Преамбула}} ) — российский хоккеист, нападающий.

## Биография
Воспитанник пермского «Молота». Бо́льшую часть карьеры — восемь сезонов (1991/92 — 1998/99) — отыграл в этом клубе, семь сезонов провёл в МХЛ и Суперлиге. Также в это время выступал за «Россию» Краснокамск (три матча в сезонах 1992/93 — 1993/94), «Прогресс» Соликамск (четыре матча в классе «Б» 1994/95), «Молот-2» / «Молот-Прикамье-2» (1995/96 — 1999/2000). В конце карьеры играл за «Дизель» Пенза (1999/2000), «Прогресс» Соликамск (2000/01), «Брест» (Беларусь, 2001/02 — два матча).